# Kandergrund
Kandergrund es una comuna suiza del cantón de Berna, situada en el distrito administrativo de Frutigen-Niedersimmental. Limita al norte y al oeste con la comuna de Frutigen, al este con Reichenbach im Kandertal, y al sur con Kandersteg.
Hasta el 31 de diciembre de 2009 situada en el distrito de Frutigen.